# 王悠荻
王悠荻，香港青年古琴演奏家 ，香港演藝學院古琴專業教師，香港中文大学古琴导师，中国民族管弦乐学会古琴专业委员会（中国琴会）名誉理事，香港首位古琴硕士，中央音乐学院古琴学士。王悠荻曾于2009年获第二届全国古琴大赛青年专业组金奖，并于2010年担任三国 (电视剧)古琴指导、编曲及演奏。2021年在中央音樂學院辦古琴博士畢業音樂會。

## 学习经历
十一岁起受龚一教授启蒙开始学习古琴，2010年毕业于中央音乐学院民乐系古琴专业，师从赵家珍教授。在学期间曾获“宝钢优秀学生奖学金”，并于2009年5月在第二届全国古琴大赛中获得青年专业组金奖。2012年取得香港演艺学院音乐硕士学位，师从香港古琴家谢俊仁博士，成为香港首位古琴硕士。2019年成為中國首位古琴演奏專業博士生，師從趙家珍教授。

## 获奖记录

### 专业奖项
- 2009-05   	第二届全国古琴大赛   青年专业组金奖[6][7]
- 2007-08   	第二届澳门“金荷杯”国际青少年音乐大赛   青年专业组银奖[12]
- 2007-05   	首届全国古琴大赛   青年专业组银奖[13]

### 教育奖项
- 2007-12   	宝钢优秀学生奖[10]

## 演出活动
- 2007年，在中央电视台《风华国乐》栏目中，打谱配古曲并演奏《苏武牧羊》[14]和《妆台秋思》[15]。
- 2012年，在香港演艺学院举办个人古琴独奏音乐会[16]。
- 2014年，参与创作新媒体艺术剧《铸剑》，任音乐总监[17]。
- 2021年12月，在中央音樂學院主辦王悠荻古琴博士畢業音樂會。[8]

## 影视作品

### 参演电视剧
| 首播时间   | 剧名              | 扮演角色             | 导演   |
| ---------- | ----------------- | -------------------- | ------ |
| 2010-05-02 | 《三国 (电视剧)》 | 古琴指导、编曲、演奏 | 高希希 |